# Grazoprevir
Grazoprevir (synonym MK-5172) ist ein Virostatikum aus der Gruppe der Chinoxaline, das zur Behandlung von Infektionen mit dem Hepatitis-C-Virus eingesetzt wird.

## Eigenschaften
Grazoprevir ist ein Inhibitor der zweiten Generation und hemmt die virale Protease, bestehend aus dem Heterodimer NS3/NS4A. Es ist wirksam gegen die meisten HCV-Subtypen, die gegen HCV-Proteasehemmer der ersten Generation resistent sind.

## Wechselwirkungen
Grazoprevir wird durch die Proteine SLCO1B1 und SLCO1B3 aus Blutkreislauf abtransportiert. Medikamente, die diese Proteine hemmen, erhöhen die Konzentration an Grazeprovir im Blutplasma, wie beispielsweise Rifampicin, Ciclosporin, die HIV-Medikamente Atazanavir, Darunavir, Lopinavir, Saquinavir, Tipranavir, Cobicistat. Es wird in der Leber durch Cytochrom P450 3A4 abgebaut. Medikamente, die CYP3A4 induzieren, senken die Konzentration an Grazoprevir, wie beispielsweise Efavirenz, Carbamazepin oder Johanniskraut, wohingegen CYP3A4-Hemmstoffe die Konzentration erhöhen.

## Handelsnamen
Grazoprevir wird in Kombination mit Elbasvir unter dem Handelsnamen Zepatier von MSD Sharp & Dohme vertrieben.